# Comuna Kohivka, Ananiev
Kohivka (în ucraineană Кохівка) este o comună în raionul Ananiev, regiunea Odesa, Ucraina, formată din satele Kohivka (reședința), Șelehove și Velîkoboiarka.

## Demografie
Componența lingvistică a comunei Kohivka
     Ucraineană (96,08%)
     Rusă (1,79%)
     Română (1,65%)
     Alte limbi (0,34%)
Conform recensământului din 2001, majoritatea populației comunei Kohivka era vorbitoare de ucraineană (96,08%), existând în minoritate și vorbitori de rusă (1,79%) și română (1,65%).